# Азербайджано-малийские отношения
Отношения между Азербайджаном и Мали — это двусторонние отношения между Азербайджанской Республикой и Республикой Мали в политической, социально-экономической, культурной и других сферах.
Осуществляется сотрудничество в таких сферах, как экономика, сельское хозяйство, энергетика, образование и так далее.

## Дипломатические отношения
26 ноября 1996 года был подписан Протокол об установлении дипломатических отношений между Азербайджаном и Мали.
Чрезвычайным послом Мали в Азербайджане является Тиефинг Конате.
В соответствии с распоряжением Президента Азербайджана Ильхама Алиева от 27 февраля 2013 года, Чрезвычайным послом Азербайджана в Королевстве Мали был назначен Тарик Алиев.

## Официальные визиты
С целью участия во втором заседании министров труда государств-членов Организации исламского сотрудничества, состоявшемся 23-26 апреля 2013 года в Баку, делегация во главе с министром труда и профессиональной подготовки Мали Диало Дейдиа Мохамане Каттрена посетила Азербайджан.
В мае 2017 года президент Мали Ибрагим Бубакар Кейт нанёс официальный визит в Азербайджан.

## Экономическое сотрудничество
Согласно статистическим данным торгового отделения ООН (COMTRADE), в 2016 году объём экспорта деревьев, растений, луковиц, корней, срезанных цветов из Мали составил 130 долларов США.

## Международное сотрудничество
На международной арене сотрудничество между странами осуществляется в рамках различных международных организаций: ООН, ОИС и так далее.